# Jeanne Pauw van Wieldrecht

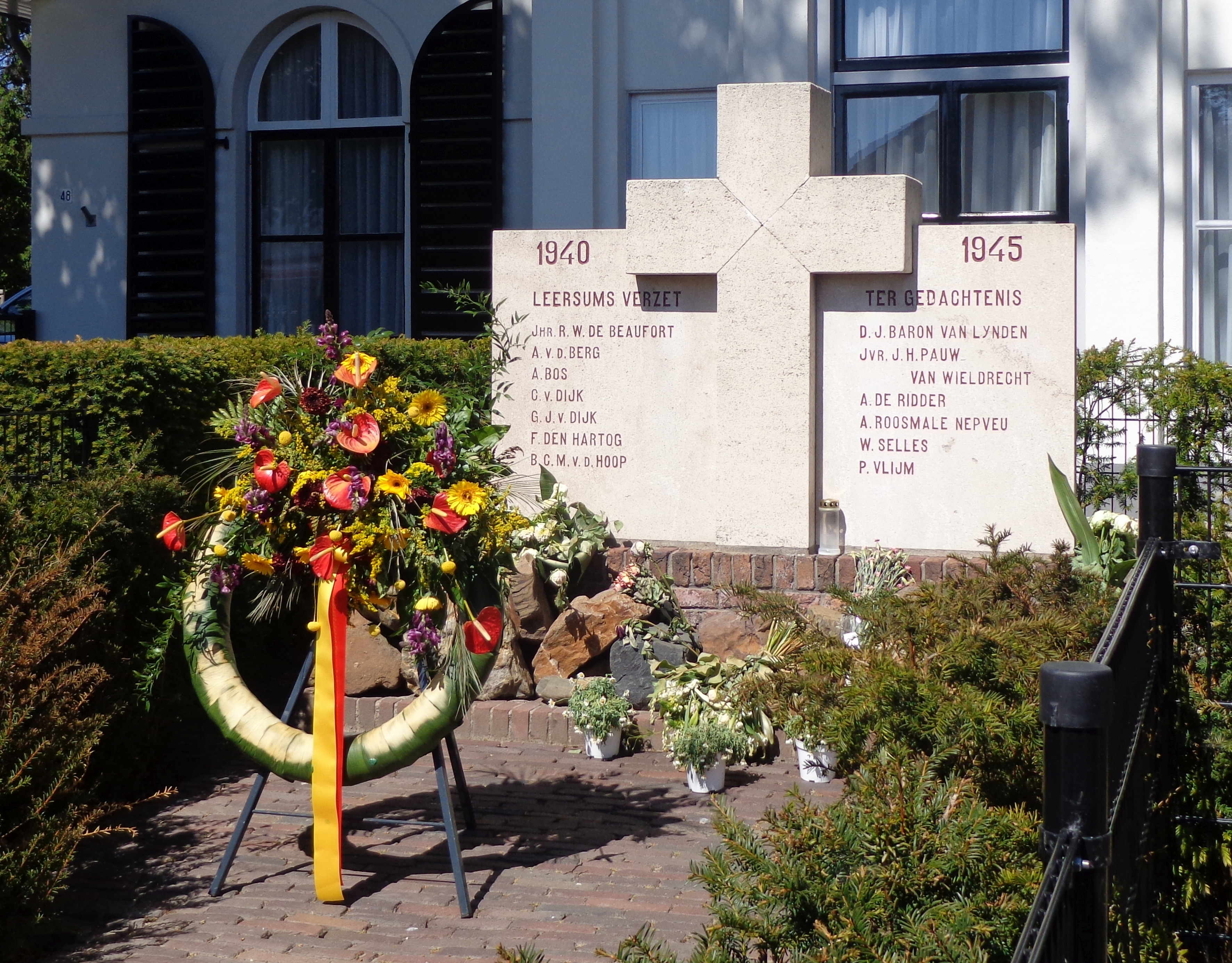
Verzetsmonument Leersum met krans

Jeanne Hermance Pauw van Wieldrecht (Leersum, 15 maart 1919 – aldaar, vermoedelijk op 23 september 1944) was een Nederlandse verzetsstrijdster in de Tweede Wereldoorlog. Zij was voor het plaatselijke verzet actief als koerierster. Zij verdween plotseling op 23 september 1944, haar lichaam werd ruim twee jaar later teruggevonden. Vermoedelijk is zij doodgeschoten door een Duitse soldaat.

## Levensloop
Pauw werd geboren als lid van de familie Pauw en als oudste dochter van mr. Reinier ridder Pauw van Wieldrecht, heer van Wieldrecht en Darthuizen (1893-1939), die onder andere kamerheer van koningin Wilhelmina was (1937-39), en Catharina van den Wall Bake (1897-1928), lid van de familie Bake. Haar grootvader was burgemeester van Leersum.
Pauw ging in 1942 geschiedenis in Utrecht studeren, maar moest gedwongen stoppen met haar studie omdat zij weigerde de loyaliteitsverklaring te ondertekenen. Zij keerde terug naar haar ouderlijk huis op het landgoed Darthuizen bij Leersum. Pauw werd actief als koerierster voor het Leersumse verzet. Op 23 september 1944 vertrok zij van huis, maar keerde niet terug. Zij werd voor het laatst gezien met een Duitse soldaat op de weg richting Broekhuizen.
Na Pauws verdwijning schakelde haar familie de politie in, waarop tevergeefs een zoektocht plaatsvond. Boeren in de omgeving vertelden kort daarna dat er een Duitse soldaat was langs geweest met een dameshorloge en -fiets die hij probeerde te slijten. De Ortskommandant die in Villa Dartheide aan de Rijksstraatweg 321 woonde werd ingeschakeld. Hij was erg behulpzaam. De Duitser bleek ene Matthias Haffner te zijn en hij had Pauws fiets nog in zijn bezit. Haffner ontkende echter iets van haar verdwijning af te weten en werd niet vervolgd.
De stoffelijke resten van Pauw werden pas op 26 november 1946 gevonden dicht bij het oude tolhuis. Zij was van dichtbij doodgeschoten. De Nederlandse regering zette Haffner op een opsporingslijst, maar kwam hem nooit op het spoor. Ze werd begraven in Leersum.

## Eerbetoon
- Haar naam staat vermeld op de Erelijst van Gevallenen 1940-1945.[1]
- Tegenover haar graf werd enkele jaren na haar dood een verzetsmonument geplaatst met haar naam en de namen van twaalf andere gesneuvelde verzetsmensen.
- Haar naam staat vermeld op het monument in het Academiegebouw van de Universiteit Utrecht.[2]

## Wetenswaardigheden
Pauw is de oudere zus van de schrijfster Agnies Pauw van Wieldrecht. Jeanne Pauw staat samen met haar zussen op de voorkant van Agnies Pauws boek Vin-je dat we een hoed op moeten (uitgave uit 2003).